# Jannapura, Sakleshpur
Jannapura là một làng thuộc tehsil Sakleshpur, huyện Hassan, bang Karnataka, Ấn Độ.